# Амри, Марва
Марва Амри (араб. مروى العمري‎; 8 января 1989, Тунис, Тунис) — тунисская спортсменка, бронзовая призёрка Олимпийских игр 2016 года, вице-чемпионка чемпионата мира 2017 года в весовой категорий до 58 кг. 13-ти кратная чемпионка Африки.

## Карьера
На Олимпийских играх 2016 года в борьбе за бронзу победила азербайджанку Юлию Раткевич. На чемпионате мира 2017 года в Париже в финале уступила американке Хелене Марулис.